# Querido Estranho
Querido Estranho é um filme brasileiro de 2004, do gênero drama, dirigido por Ricardo Pinto e Silva, roteiro de Maria Adelaide Amaral, José Carvalho e Ricardo Pinto e Silva.

## Sinopse
No aniversário de Alberto, patriarca da família, é anunciado também o noivado de Zezé, sua filha mais nova. É quando Alberto decide ser este o momento exato para expôr à família todas as dores e frustrações que teve por colocar sua família acima de tudo, ignorando até mesmo os desejos de seu coração.

## Elenco
- Daniel Filho como Alberto Soares
- Suely Franco como Roma Soares
- Ana Beatriz Nogueira como Teresa Soares
- Emílio de Mello como Betinho Soares
- Cláudia Netto como Zezé Soares
- Mário Schoemberger como Carlos Alfredo
- Teresa Seiblitz como Vitória Amâncio Soares
- Tonico Pereira como Manoel Amâncio
- Paulo Betti como Nunes